# Kaki Hunter
Kaki Hunter (Katherine Susan Hunter; Topanga (Califòrnia), 6 de novembre de 1955) és una actriu, arquitecta i escriptora estatunidenca, coneguda pel seu paper en la trilogia cinematogràfica de Porky's en la dècada de 1980.
Va rebre elogis pel seu segon paper, com una de les tres germanes en la pel·lícula alemanya de 1977 Der Mädchenkrieg. La seva actuació li va valer el premi a la millor actriu jove en els premis Deutscher Filmpreis, i la Conquilla de Plata a la millor actriu al Festival Internacional de Cinema de Sant Sebastià 1977.
Va actuar com la protagonista femenina en Roadie (1980), seguida dels papers en Willie & Phil (1980), Whose Life Is It Anyway? (1981) i Just The Way You Are (1984).
També va aparèixer en papers convidats en televisió, incloent l'episodi de 1979 "The Execution File" de la sèrie de televisió Hawaii Five-O, l'episodi de 1982 "Weekend" en la sèrie d'antologia American Playhouse i l'episodi de 1991 "Writer Wrong" de la sèrie Tropical Heat, el seu últim paper abans de retirar-se de l'actuació.
Va rebre la seva major atenció pel paper de Wendy Williams, la protagonista femenina del grup d'estudiants de secundària en la reeixida pel·lícula de 1981 Porky's, tornant al paper en Porky's II: The Next Day (1983) i Porky's Revenge (1985).
Després de retirar-se de l'actuació, es va convertir en mestra de ràfting a Utah.